# Radiovce
Radiovce (in macedone Радиовце, albanese Radiovca), è un paese del municipio di Brvenica, nei pressi della città di Tetovo, nella Repubblica di Macedonia. È il centro della vita sociale dei paesi circostanti. È diviso in tre zone: Radiovce Alta (Zbiralo), Media (Vakov) e Bassa (Koriḱansko).

## Geografia e localizzazione
È uno dei pochi villaggi del municipio di Brvenica situato su un terreno pianeggiante. Il villaggio si trova nei pressi dei fiumi Vardar e Bogovinjska. Questi rivestono una grande importanza per i locali, poiché molto pescosi, e con un'acqua idonea alle coltivazioni di grano, segale, mais, fagioli, molto popolari in Macedonia, verdure e frutta di ogni tipo. Vicino al paese si trova la montagna di Suva Gora che procura alla popolazione, legna per le fabbriche locali. Di notevole importanza è la strada regionale che unisce Gostivar e Tetovo. Questa strada è molto importante, poiché trasforma Radiovce un punto nevralgico della Valle di Polog.

## Storia
Alla fine del XIX secolo, all'epoca dell'Impero ottomano, Radiovce faceva parte della regione di Tetovo. Nel 1900 vivevano in Radiovce circa 150 persone, principalmente slavo ortodosse. In quel periodo, la popolazione si organizzava e si raggruppava sotto l'influenza del leader spirituale della chiesa bulgara. Dopo la caduta dell'Impero Ottomano, Radiovce fu sotto il controllo serbo, poiché la Macedonia venne divisa in tre regioni: Vardar, Pirin e Macedonia dell'Egeo, l'attuale Macedonia greca. La Macedonia del Vardar era sotto il controllo Serbo. Più tardi, dopo la prima e seconda guerra mondiale, la Macedonia ed anche Radiovce, entrarono a far parte del nuovo Regno dei Serbi, Croati e Sloveni, e, dopo 1945 la Macedonia si unì alla Repubblica Socialista Federale di Jugoslavia. Dietro la caduta della RFSJ, Radiovce entra a far parte della nuova e indipendente Repubblica di Macedonia.

## Origine del Nome

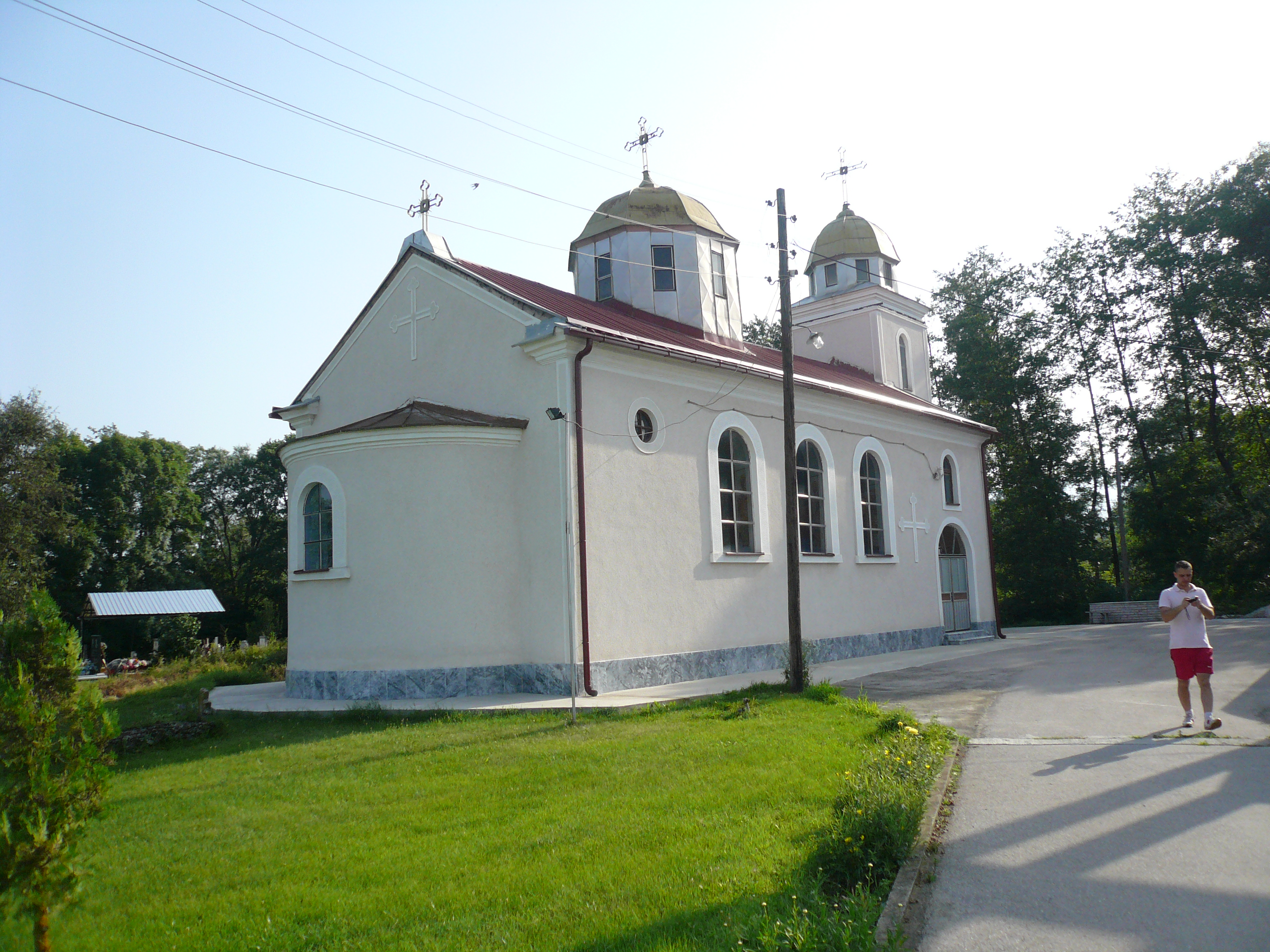
La Chiesa di San Atanasio a Radiovce

La leggenda narra che, nel momento in cui le terre di Radiovce erano considerate solo inospitali campi di foraggio per le greggi di pecore di alcuni pastori, un buon giorno, ad uno di essi il posto gli piacque tanto che decise di costruire una rustica capanna per poter riposare mentre le pecore brucavano. Gli abitanti dei paesi vicini si allontanarono, non capivano capire perché quel pastore preferiva vivere solo in quella capanna e in quella zona ; a quella domanda egli rispondeva sempre: "Radi ovce", in dialetto Tetovo significa, che stare li in quel posto "era dovuto alle pecore". In poco tempo, il luogo iniziò ad essere sempre più abitato, e con il nome di "Radiovce". Un'altra leggenda minore, racconta che il nome nacque dopo che gli abitanti delle montagne scesero a vivere nelle terre attuali, Rad ed Ovce, per lavorare e allevare le pecore. Nonostante praticassero per lo più l'allevamento degli ovini, gli abitanti era anche chiamati rakaris (granchi), per la grande quantità dei crostacei che potevano trovarsi nei fiumi vicini. Oggi i crostacei sono scomparsi a causa degli alti livelli di inquinamento dei fiumi. 

## Società

### Evoluzione demografica

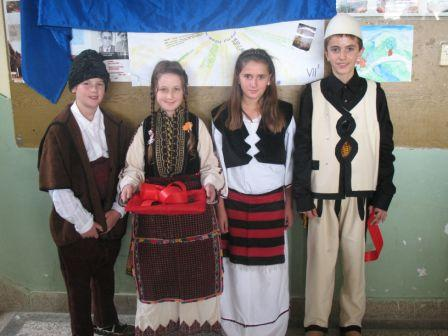
Tipici abiti tradizionali

Secondo il censimento realizzato nel 2002, il paese ha 1.049 abitanti. La popolazione è multiculturale, essendo composta per 346 macedoni, 691 albanesi ed una minoranza di altre nazionalità. 

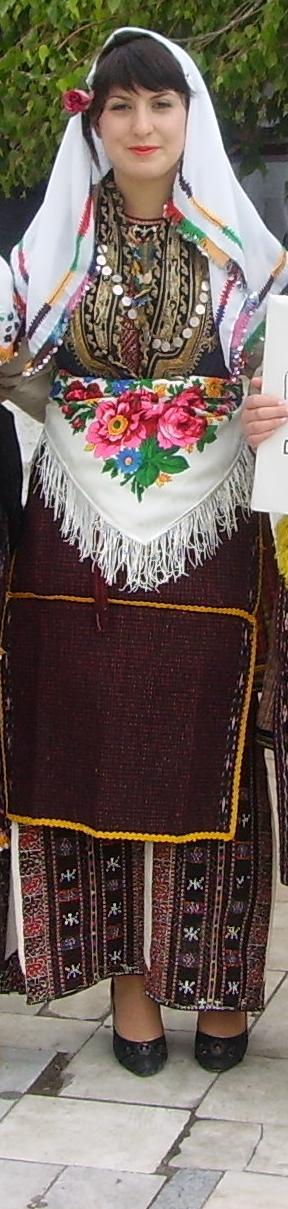
tipico abito nuziale femminile

Dal punto di vista storico, la popolazione ha convissuto sempre con diversi gruppi etnici che giungevano nel tempo da altre zone della Valle Polog e dalla Macedonia. Gli abitanti più recenti sono giunti da paesi vicini, come, Žerovjane, Lisec, Gradec, Strimnica e dalla valle Porečie, mentre i primi pionieri giunsero da Gurgurnica, Korita e Čegrane. Vi è la presenza anche alcuni Rom e di alcuni Serbi.

## Cultura, arte e sport

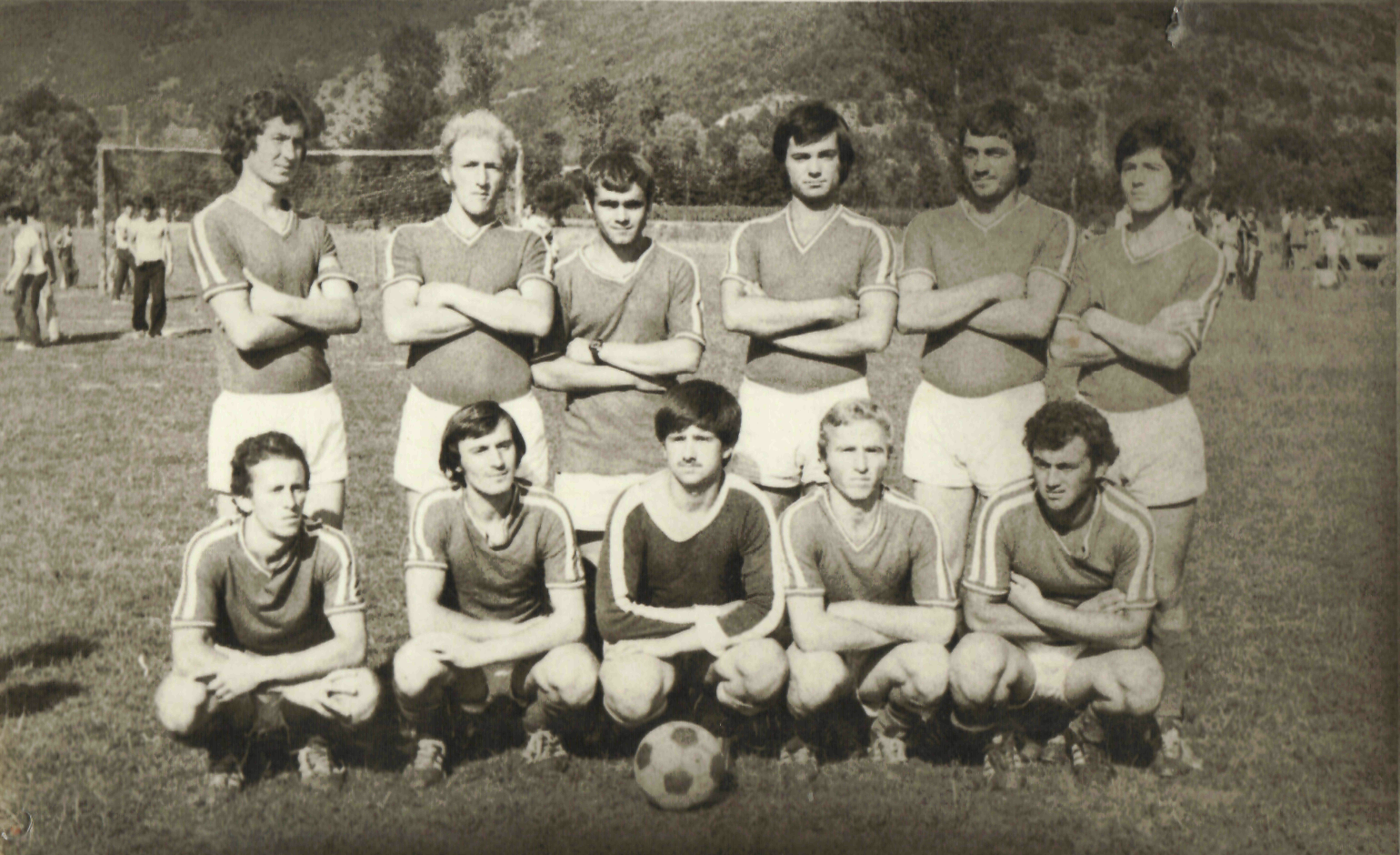
La locale squadra di calcio nei primi anni '80

Radiovce possedeva una propria squadra calcistica vincitrice nella lega regionale nel Tetovo, fino a che nell'anno 1990 dovette chiudere per gravi problemi economici. I responsabili del club tentarono un rilancio, ma con scarsi risultati e senza alcun successo. Inoltre il paese contava su una zona ricreativa nei pressi del fiume Vardar per il podismo, il ciclismo, il nuoto, ma quando nel posto incominciarono ad accumularsi i residui delle fabbriche vicine, il progetto venne interrotto e annullato.